# Rånbässen, Närpes
Rånbässen är en ö i Finland. Den ligger i Bottenhavet och i kommunen Närpes i den ekonomiska regionen  Sydösterbotten i landskapet Österbotten, i den västra delen av landet. Ön ligger omkring 88 kilometer söder om Vasa och omkring 310 kilometer nordväst om Helsingfors.
Öns area är 5,4 hektar och dess största längd är 470 meter i nord-sydlig riktning.